# Молыке Шойманов
Молыке Шойманов (каз. Молыке Шойманов, до 2008 г. — Коммунизм) — аул в Отырарском районе Туркестанской области Казахстана. Входит в состав Отрарского сельского округа. Код КАТО — 514847300.

## Население
В 1999 году население аула составляло 1022 человека (523 мужчины и 499 женщин). По данным переписи 2009 года, в ауле проживало 1105 человек (561 мужчина и 544 женщины).